# Janni Ree
Janni Ree (også kendt som Oddset-Janni, tidligere gift Mathorne Christensen; født 11. marts 1970 på Nørrebro, København) realitydeltager,  foredragsholder og blogger. Hun har siden 2017 medvirket i TV3's realityserie Forsidefruer. 
Hun blev den 9. april 2015 gift med Karsten Ree, som hun flyttede sammen med i 2014.  
Hun har medvirket til selvbiografien Golddigger:I think not (2018) skrevet af Jimmy Bro Støvring, der handler om hende og Karsten Rees forhold.
Den 20. august 2024 har både Janni Ree og Karsten Ree bekræftet, at parret skal skilles efter 9 års ægteskab.

## Retssager
Janni Ree blev af Østre Landsret i 2013 idømt 1 år og 3 måneders fængsel for mellem 2007 og 2010 - sammen med sin far Allan Mathorne Thomsen - at have franarret en ældre alkoholiseret mand en million kroner samt for også at have forsøgt at sælge dennes hus og indkassere provenuet selv.  Landsrettens dom skar seks måneder af straffen i byretten.
I forbindelse med udgivelsen af hendes selvbiografi Evig diva 12. marts 2025 tog retten i Hillerød Karsten Rees anmodninger til efterretning. De handlede om forbud mod udgivelse eller på anden måde offentliggørelse af visse nærmere angivne dele af bogen, samt påbud om tilbagekaldelse af alle udsendte eksemplarer fra boghandlere. 

## Realityprogrammer
- Janni og Karsten - mod alle odds, (2014)
- Janni og Karsten - På fri fod, (2015)
- Til Middag Hos, sæson 6 (2016)
- Forsidefruer (2017-)
- Divaer i junglen (2018)
- Divaer på discount (2019)
- Fangerne på Fortet (2020)

## Bøger
- Ree, Janni; Støvring, Jimmy (2017). Golddigger : I think not (1. udgave). Kbh.: People'sPress. ISBN 978-87-7180-899-5.
- Ree, Janni; Mortensen, Rikke Luna Ø. Hall (2025). Evig diva : fra ungdommelig uskyld til kvindelig karisma. Der er så meget, kvinder faktisk forstår, 1. bog (1. udgave). Rødvig Stevns: Buster Nordic. ISBN 978-87-7223-000-9.